# Neuville-lez-Beaulieu
Neuville-lez-Beaulieu – miejscowość i gmina we Francji, w regionie Grand Est, w departamencie Ardeny.
Według danych na rok 1990 gminę zamieszkiwało 298 osób, a gęstość zaludnienia wynosiła 8 osób/km².

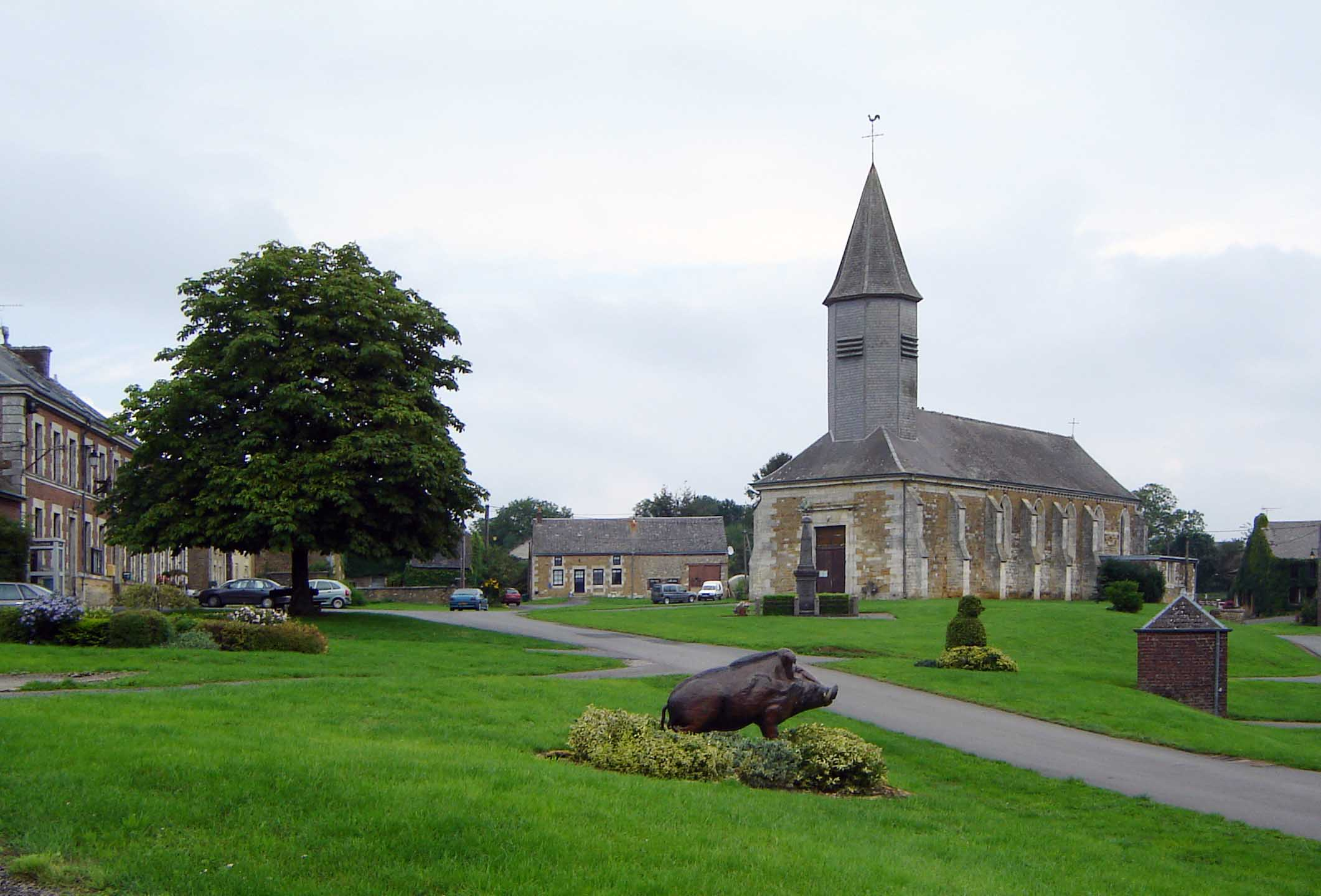
Neuville-lez-Beaulieu, 2006